# 민예극장
민예극장(民藝劇場)은 1973년 가을 '진정한 민족극예술을 정립하기 위하여 한국적인 연극 특성을 모색'한다는 명분을 내걸고 연출가 허규(許圭)를 대표로 최불암(崔佛岩)·박규채(朴圭彩)·오승명(吳承明)·정현(鄭鉉)·유명옥(柳明玉) 등이 멤버가 되어 발족된 극단다. 그런데 '민예극장'은 순전히 서양연극을 무비판적으로 수용해 온 이제까지의 한국 극대극을 매우 회의적인 눈으로 보는 허규의 철학을 그 정신으로 삼고 있는 것이 특징이다. 창립공연을 김희창(金熙昌)의 <고려인 떡쇠>로 한 것에서부터 풍기는 냄새가 매우 짙다. 이들은 주체적 입장에서 서양연극도 수용하자는 것이고 그러려면 먼저 한국이 갖고 있는 연극유산을 계발하고 현대적 안목에서 재창조 작업을 해야 한다는 것이었다. 따라서 민예단원들은 부단한 전통극 워크숍을 통해 탈춤, 판소리, 인형극 등을 연구하고 익히는 훈련을 하였다. 그리하여 이들은 탈춤의 연희 형식을 빌려 <서울 말뚝이>와 같은 창작탈춤을 실험공연하였고, <허생전(許生傳)>과 같은 창작 인형극도 상연하였으며, 창극(唱劇)도 다른 각도에서 무대화하였다. 이들은 또한 마당놀이의 가능성 모색, 굿의 연극적 기본분석, 전통음악을 연극에 접합시키는 일 등을 연구 실험해 왔다. 이상과 같은 제1차적 실험의 결정체가 바로 1977년 제1회 대한민국 연극제의 대통령상 수상작 <물도리동>(허규 작·연출)이었다.